# نفرین (فیلم ۱۳۵۲)
نفرین فیلمی به کارگردانی و نویسندگی ناصر تقوایی و بازیگری بهروز وثوقی، فخری خوروش و جمشید مشایخی است که به صورت سیاه و سفید ساخته شده است. این فیلم در سال ۱۳۵۲ منتشر شده است. فیلم اقتباسی از داستان باتلاق، نوشته میکا والتاری است.

## داستان فیلم
پیرمردی یک کارگر نقاش ساختمان را از آبادان به جزیرۀ مینو می‌برد تا خانه اربابش را که پسر شیخ جزیره و عقل‌باخته و الکلی است، رنگ‌آمیزی کند. ارباب که زندگی پررخوتی دارد قادر به همراهی با همسر جوانش نیست. زن با اینکه معتقد است شوهرش زندگی او را تباه کرده، به کمک پیرمرد وضع خانه و مزرعه را رونق می‌دهد. کم‌کم تنهایی زن او را به کارگر جوان نزدیک می‌کند. مرد که همسرش را از دست داده می‌بیند، با تفنگ اجدادش کارگر را به قتل می‌رساند. زن نیز به تلافی، شوهرش را از پای درمی‌آورد و بر جسد هر دو مویه می‌کند.

## بازیگران
- بهروز وثوقی
- فخری خوروش
- جمشید مشایخی
- محمدتقی کهنمویی